# Bulbophyllum sinhoense
Bulbophyllum sinhoense är en orkidéart som beskrevs av Leonid Vladimirovitj Averjanov. Bulbophyllum sinhoense ingår i släktet Bulbophyllum och familjen orkidéer.
Artens utbredningsområde är Vietnam. Inga underarter finns listade i Catalogue of Life.